# Katsudō Shashin
Katsudō Shashin (Nhật: 活動写真 (Hoạt động Tả Chân)/ かつどうしゃしん tạm dịch: Tấm hình chuyển động), đôi khi còn gọi là Matsumoto fragment (松本フラグメント Thước phim Matsumoto, theo tên người tìm ra nó là Matsumoto Natsuki), là một đoạn phim anime và là tác phẩm lâu đời nhất được biết đến của nền hoạt hình Nhật Bản. Có bằng chứng cho thấy đoạn phim được tạo ra trước năm 1907, có thể trước cả khi những bộ phim hoạt hình phương Tây đầu tiên xuất hiện tại Nhật Bản. Người ta vẫn đang tranh luận liệu có nên xem nó là tác phẩm khởi đầu của lịch sử anime hiện đại hay không.
Không rõ ai là tác giả của đoạn phim này. Nó được tìm thấy trong một bộ sưu tập phim ảnh và máy chiếu ở Kyōto vào năm 2005. Đoạn phim dài ba giây, mô tả một cậu bé viết các chữ kanji "活動写真", sau đó nhấc mũ lên chào. Những khung hình được in lưới màu với hai màu đỏ-đen bằng cách sử dụng một thiết bị tạo ra các hình chiếu đèn lồng ma thuật. Cuộn phim được ghép nối thành một vòng lặp để chiếu liên tục.

## Mô tả
Katsudō Shashin bao gồm một loạt ảnh hoạt họa từ 50 khung hình của một thước cel phim có thời lượng ba giây với tốc độ 16 khung hình trên giây. Nó miêu tả một cậu bé mặc quân phục thủy thủ viết hàng chữ kanji "活動写真" (katsudō shashin, "tấm hình chuyển động") theo chiều từ phải sang trái, sau đó quay về phía người xem và ngả mũ chào. Katsudō Shashin chỉ là một tiêu đề tạm thời, do không rõ nhan đề gốc của phim là gì.
Không giống hoạt hình truyền thống, các khung hình không được tạo theo kiểu chụp ảnh, mà đúng hơn là được in lên phim bằng một khuôn in lưới màu. Công đoạn này hoàn thành nhờ kappa-ban, một phương tiện dùng để in lưới màu các hình chiếu đèn lồng ma thuật. Hình ảnh trên một thước phim 35mm được thể hiện bằng màu đỏ và đen, hai đầu thước phim được ghép nối thành một vòng lặp để chiếu phát liên tục.

## Bối cảnh
Các phim hoạt hình xưa cũ nhất được in sẵn lên đồ chơi quang học như zoetrope đã có mặt trước phim hoạt hình chiếu rạp. Hãng sản xuất đồ chơi Đức Gebrüder Bing giới thiệu một máy cinematograph tại một lễ hội đồ chơi ở Leipzig vào năm 1898; sau đó các công ty đồ chơi khác nhanh chóng bán ra những thiết bị tương tự. Phim người đóng quay bằng các thiết bị này rất tốn kém; có lẽ từ buổi sơ kỳ 1898 thì những thước phim hoạt hình làm bằng các thiết bị này đã ra đời và có thể được ghép nối để phát thành vòng lặp và xem liên tục. Những thiết bị nhập từ Đức này xuất hiện ở Nhật Bản sớm nhất từ năm 1904; những phim dùng chúng có thể gồm các hoạt cảnh được chiếu lặp lại.

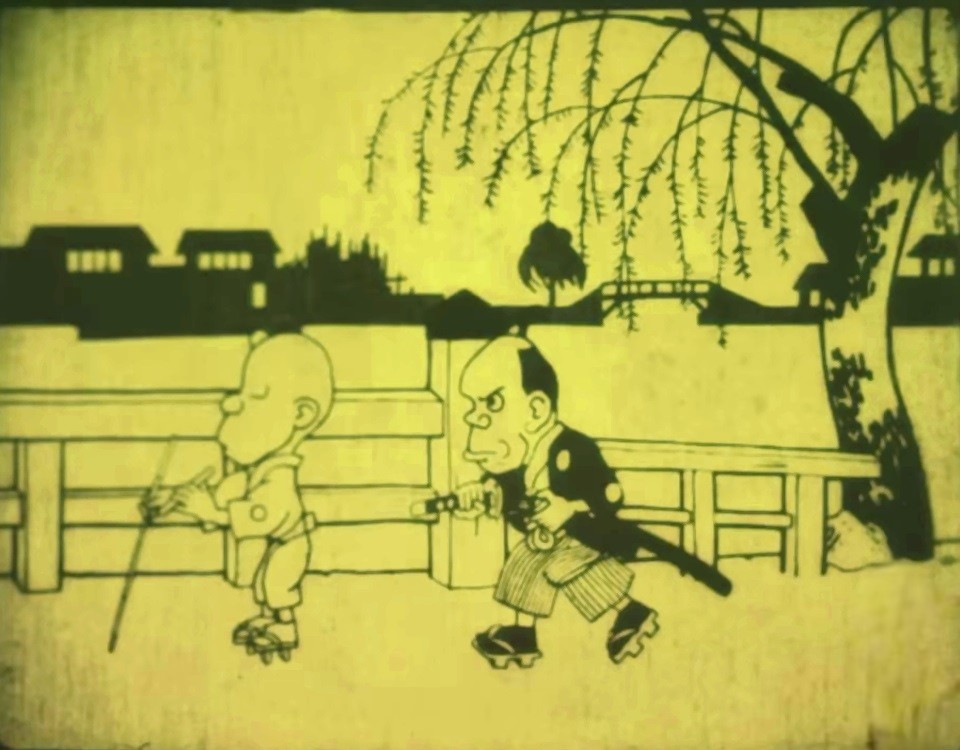
Phim hoạt hình Nhật Bản như Namakura-gatana của Kōuchi Jun'ichi bắt đầu xuất hiện tại các rạp chiếu vào năm 1917.

Kỹ thuật chiếu phim du nhập từ phương Tây vào Nhật Bản khoảng những năm 1896–97. Phim hoạt hình nước ngoài chiếu sớm nhất tại các rạp phim Nhật Bản mà có thể xác định được thời gian là Les Exploits de Feu Follet (1911) của họa sĩ diễn hoạt người Pháp Émile Cohl, công chiếu tại Tokyo vào ngày 15 tháng 4 năm 1912. Các tác phẩm của Shimokawa Ōten, Kitayama Seitarō và Kōuchi Jun'ichi vào năm 1917 là những phim hoạt hình Nhật Bản đầu tiên chạm tới màn ảnh rộng. Những phim thất lạc chỉ được tìm lại một số ít trong những phiên bản "phim đồ chơi" xem tại gia qua các máy chiếu dùng tay quay; bộ phim cổ nhất còn tồn tại là Hanawa Hekonai meitō no maki (1917) qua nhan đề Namakura-gatana trong phiên bản tại gia.
Qua hàng chữ tiếng Nhật, nhà nghiên cứu Sandra Annett nhận định rằng Katsudō Shashin hoàn toàn nhắm vào khán giả thuộc một quốc gia có thể đọc được kanji, thay vì mang tính hướng ra quốc tế. Trong đoạn phim, người ta cũng thấy chủ đề, nhân vật hoặc cách tiếp cận được sử dụng trong anime giai đoạn trước hoặc trong chiến tranh. Giống với phim tuyên truyền Momotarō: Umi no Shinpei dùng trong Chiến tranh thế giới thứ hai, Katsudō Shashin cho thấy hình ảnh cậu bé mặc quân phục cùng tầm quan trọng của việc học tập và giảng dạy tiếng Nhật. Tác phẩm cũng thể hiện thuyết phản thân.

## Phát hiện
Tháng 12 năm 2004, một nhà buôn đồ cũ ở Kyōto đã liên lạc với Matsumoto Natsuki, một chuyên gia về biểu tượng học ở Đại học Nghệ thuật Osaka. Nhà buôn tìm được một bộ sưu tập phim và nhiều máy chiếu từ một căn hộ cũ ở Kyōto; Matsumoto đã mua lại bộ sưu tập này ngay trong tháng sau. Bộ sưu tập gồm ba máy chiếu, mười một cel phim 35 mm và mười ba ống kính hình chiếu đèn lồng ma thuật. Hầu hết các vật phẩm trong bộ sưu tập được thiết kế để sử dụng tại gia chứ không dành cho các buổi chiếu công cộng.
Khi Matsumoto tìm thấy Katsudō Shashin, đoạn phim trong tình trạng khá tệ. Trong bộ sưu tập còn có ba thước phim hoạt hình phương Tây; Katsudō Shashin có lẽ được tạo ra để bắt chước theo mẫu hoạt hình Đức hoặc hoạt hình phương Tây khác. Dựa trên những bằng chứng như ngày sản xuất—có lẽ đúng—của những chiếc máy chiếu trong bộ sưu tập, Matsumoto và nhà sử học hoạt hình Tsugata Nobuyuki xác định rằng đoạn phim nhiều khả năng được làm vào cuối thời kỳ Minh Trị, kết thúc vào năm 1912. Nhà sử học Frederick S. Litten đề xuất 1907 là mốc sản xuất hợp lý nhất, và cho rằng "thời gian trước năm 1905 hoặc sau năm 1912 đều khó khả thi." Litten phủ định thời gian sau năm 1912, bởi vì giá của celluloid đã tăng cao vào thời điểm đó và thực hiện một phim ngắn như vậy là vô nghĩa về mặt kinh tế. Các nguồn khác như China Daily đã suy đoán về một thời điểm trước năm 1907, tuy nhiên không dựa vào một cơ sở mang tính khoa học nào mà thậm chí còn mâu thuẫn với các nghiên cứu đã công bố. Lúc bấy giờ, rạp chiếu phim ở Nhật Bản rất hiếm; các bằng chứng gợi ý rằng Katsudō Shashin đã được sản xuất hàng loạt để bán cho những người giàu có sở hữu máy chiếu tại gia. Tác giả phim vẫn chưa được xác định; theo Matsumoto thì chất lượng phim kém và kỹ thuật in nghèo nàn cho thấy nó có thể là sản phẩm từ một công ty nhỏ.
Phát hiện này đã phủ sóng khắp truyền thông Nhật Bản, bắt nguồn từ phân xã Ōsaka của báo Asahi Shimbun, được Matsumoto liên hệ đưa tin đầu tiên, đã công bố về Katsudō Shashin vào ngày 30 tháng 7 năm 2005. Dù còn nhiều suy đoán về ngày sản xuất của anime, năm 1907 theo phân tích của Litten đã chiếm ưu thế đặc biệt trong thế giới nói tiếng Anh thông qua các nền tảng truyền thông và internet như YouTube hay Wikipedia. Katsudō Shashin là phim hoạt hình Nhật Bản cổ xưa nhất, và đã chứng minh rằng Kitayama Seitarō và Kōuchi Jun'ichi không phải là những người đầu tiên sử dụng phim 35 mm tại Nhật Bản. Nếu ngày sản xuất khớp với các suy đoán của Litten, bộ phim sẽ có cùng tuổi đời—hoặc thậm chí cổ hơn—những tác phẩm hoạt hình đầu tiên của Émile Cohl hay các họa sĩ diễn hoạt người Mỹ như J. Stuart Blackton và Winsor McCay. Truyền thông đại chúng nhanh chóng phóng đại quy mô sự kiện, biến nó từ việc phát hiện một chủ thể hiếm hoi thành một thứ có thể cách mạng hóa lịch sử hoạt hình, cho thấy bộ phim hoạt hình hiện đại đầu tiên trên thế giới có thể đã được tạo ra tại Nhật Bản. Hiệu ứng gánh xiếc truyền thông thậm chí đã xảy ra tại Nhật Bản và một số tạp chí anime nước ngoài. Asahi Shimbun thừa nhận tầm quan trọng của việc phát hiện phim hoạt hình từ thời kỳ Minh Trị, nhưng tỏ ra dè dặt khi đặt bộ phim trong phả hệ "anime", viết rằng "[Katsudō Shashin làm] dấy lên các tranh cãi liệu có nên gọi nó là hoạt hình theo nghĩa hiện đại." Annett cũng đặt nghi vấn một đoạn phim hoàn toàn tuyến tính và thuần mục đích luận như Katsudō Shashin có thể được ngợi ca như điểm xuất phát của anime hay không.